# Limnichthys polyactis
Limnichthys polyactis és una espècie de peix de la família dels creédids i de l'ordre dels perciformes.

## Descripció
Fa 7,2 cm de llargària màxima.

## Alimentació
El seu nivell tròfic és de 3.

## Hàbitat i distribució geogràfica
És un peix marí, demersal (entre 0 i 6 m de fondària) i de clima temperat, el qual viu al Pacífic sud-occidental: és un endemisme de Nova Zelanda.

## Observacions
És inofensiu per als humans, el seu índex de vulnerabilitat és baix (10 de 100) i s'enterra a la sorra (llevat del cap), en àrees de grava i closques trencades, quan se li molesta.